# Парашино (Ульяновская область)
Парашино — исчезнувшая деревня Старомайнского района Ульяновской области РСФСР, существовавший до 1955 года. Затоплена Куйбышевским водохранилищем. С 1956 года остатка деревни — Парашинский остров.

## География
Деревня Парашино располагалась в 4 км к юго-западу от Волостниковки, по дороге на Старую Грязнуху (ныне Волжское), в 14 км к северу от райцентра Старая Майна. 

## История
Парашино образован как выселок в середине XIX века у истока озера Починного. Из 380 десятин барской земли госпожи П. А. Панаевой 160 отводились на крестьянские наделы, но после реформы 1861 года количество надельной земли у крестьянской общины сократилось до 98 десятин.
В 1908 году в деревне Парашино была ветряная мельница. Побочных ремёсел и промыслов не было, но парашинцы жили зажиточно и сумели до революции прикупить ещё 141 десятину пахотной земли. 
После революции парашинским крестьянам отвели во временное пользование бывшие участки помещика Репьякова и других мелких владельцев и к 1929 году в деревне было 38 хозяйств, из них 17 бедняцких и 21 середняцкое, всего 185 жителей.
В 1930 году здесь был образован колхоз «Красная Заря». 
После Великой Отечественной войны в деревню не вернулись 22 человека.
В 1950 году колхоз «Красная Заря» присоединился к колхозу имени Карла Маркса (Волостниковка). 
В 1955 году, в связи с созданием Куйбышевского водохранилища, деревня Парашино ликвидировалась, а жители деревни переселились в село Волжский и доприселены в село Волостниковка. Из остатка земли образовался остров Парашинский, находящийся возле левого берега Волги между Березовским и Старомайнским заливами. Но местные жители называют эту локацию островами, так как при разных уровнях водохранилища количество участков, выступающих над водой, может меняться. 
Административно-территориальная принадлежность
С 1861 года Паршино находилось в Жедяевской волости Спасского уезда Казанской губернии.
С 25 февраля 1924 года в составе Волостниковского сельсовета Мелекесского уезда Самарской губернии.
6 января 1926 года — в Старомайнской волости Мелекесского уезда Ульяновской губернии.
С 16 июля 1928 года — в Старомайнском районе Ульяновского округа Средне-Волжской области.
С 29 октября 1929 года — в Волостниковском сельсовете Чердаклинского района Средне-Волжского края, с 30 июля 1930 года — Куйбышевского края и с 1936 года — Куйбышевской области.
С 19 января 1943 года в составе Волостниковского сельсовета Старомайнского района Ульяновской области.

## Население
- На 1859 год в выселке в 9 дворах жило 94 жителя[3].
- В 1908 году в деревне Парашино 22 двора и 158 жителей[3].
- В 1928 году — 35 дворов 77 муж. и 96 жен. (173 жителей)[4];
- На 1930 год — в 42 дворах жило 182 жителя[5];